# Нуволера
Нуволера (итал. Nuvolera) је насеље у Италији у округу Бреша, региону Ломбардија.
Према процени из 2011. у насељу је живело 3365 становника. Насеље се налази на надморској висини од 167 м.

## Становништво
Према резултатима пописа становништва 2011. у општини је живело 4.535 становника.
| 1951. | 1961. | 1971. | 1981. | 1991. | 2001. | 2011. |
| ----- | ----- | ----- | ----- | ----- | ----- | ----- |
| 2.116 | 2.288 | 2.510 | 2.617 | 2.834 | 3.679 | 4.535 |